# Бубнівщина
Бубнівщи́на — село в Україні, у Линовицькій селищній громаді Прилуцького району Чернігівської області. Населення становить 311 осіб. До 2017 орган місцевого самоврядування — Бубнівщинська сільська рада.
При розкопках там були знайдені схрони зброї, провізії, одягу та потайні ходи, що ведуть до Прилук, а деякі в бік Києва.
Ще збереглися Шведські могили (високі кургани за селом) як відгомін далекої битви. Під час війни з Москвою 1708—1709 (за переказами старожилів) було зруйновано село Розсош, яке містилося за 4 км від сучасного села. Про існування Розсоші свідчать уламки посуду, жорна і багато іншого.
Урочище Коничове відоме й тим, що взимку люди їхали до лісу кіньми, а в ліс чомусь коні боялись іти. Тож далі їздові змушені були іти пішки та вести коней.[джерело?]

## Історія
Перша згадка про Бубнівщині у документах — 1694 рік.
Після 1781 року належало до Пирятинського повіту спочатку Чернігівського намісництва, а з часом до Полтавської губернії.
У 18 сторіччі було приписане до Георгіївської церкви у Білошапках.
Найдавніше знаходження на мапах — 1812 рік.
У 1862 році у селі казенному Бубнівщина була церква та 170 дворів, де жило 1376 осіб.
У 1911 році в селі Бубнівщина була Миколаївська церква, земська та церковно-парафіївська школи та жило 2444 особи.
12 червня 2020 року, відповідно до розпорядження Кабінету Міністрів України № 730-р «Про визначення адміністративних центрів та затвердження територій територіальних громад Чернігівської області», увійшло до складу Линовицької селищної громади.
19 липня 2020 року, внаслідок  адміністративно-територіальної реформи та ліквідації колишнього Прилуцького району, село увійшло до складу новоутвореного Прилуцького району Чернігівської області.

## Політика

### Парламентські вибори, 2019
На позачергових парламентських виборах 2019 року у селі функціонувала окрема виборча дільниця № 740584, розташована у приміщенні будинку культури.
Результати
- зареєстровано 130 виборців, явка 58,46%, найбільше голосів віддано за Всеукраїнське об'єднання «Батьківщина» — 36,84%, за «Слугу народу» — 21,05%, за Радикальну партію Олега Ляшка — 19,74%[10]. В одномандатному окрузі найбільше голосів отримав Сергій Коровченко (самовисування) — 44,74%, за Олену Шинкаренко (Радикальна партія Олега Ляшка) — 18,42%, за Романа Борсука (самовисування) — 10,53%[11].

## Пам'ятки
- Братська могила радянських воїнів[d], які загинули при обороні села у вересні 1941р.;
- Могила А.Е. Бурдюги[d] – голови колгоспу, закатованого фашистами в 1943 р.;
- Могила активіста села М. Степаненка[d], розстріляного фашистами в 1943р.;

## Особистості
У селі народилися:
- Мороз Данило Юхимович — радянський артилерист, Герой Радянського Союзу;
- Носко Петро Васильович — український живописець.